# ГАЗ-3351
ГАЗ-3351 «Лось» — российский (до 60—65 % локализации в 2019 году) двухзвенный гусеничный снегоболотоход производства Заволжского завода гусеничных тягачей (Группа ГАЗ) со вторым звеном в виде активного шасси с монтируемыми по требованию заказчика целевыми модулями, модификация шведского вездехода BV-206. В серийном производстве с 2012 года.

## Описание
ГАЗ-3351 создан для перевозки людей, грузов и различного технологического оборудования в особо тяжёлых дорожных и климатических условиях. Предназначен для туристических фирм, охотников, рыболовов, любителей активного отдыха, а также для предприятий нефтегазового комплекса, геологии, геофизики, энергетики, подразделений МЧС; подразделения МЧС оценили высокую проходимость машины, в том числе по водоёмам и болотистым местностям достигаемую за счёт особой конструкции гусениц, механизма сцепки модулей и высокой удельной мощности. Вооружённые силы России намерены использовать ГАЗ-3351 для оснащения арктических бригад.
Переднее звено ГАЗ-3351 оснащено фибропластиковым водоизмещающим корпусом (армирование стекловолокном, пенопластовая тепло- и звукоизоляция). В салоне переднего звена установлен независимый отопитель. На машине установлен дизельный двигатель производства Steyr M-16 и автоматическая коробка передач Allison европейского производства. Установка автомобильного двигателя на вездеход стала возможной благодаря его низкой массе.
В число модулей, устанавливаемых на второе звено:
- пассажирский 11-местный модуль с независимым отопителем салона
- платформа грузоподъёмностью 1400 кг
- аварийно-спасательный модуль
- пожарный модуль
- лесопатрульный комплекс
- медицинский модуль
- пункт технической помощи

Оба звена оснащены асфальтоходными литыми резиновыми гусеницами с нейлоновым кордом. На все гусеницы имеется активный привод.

### Основные технические характеристики
- Снаряженная масса — 4730 кг
- Грузоподъемность — 2000 кг
- Количество посадочных мест — 16 чел.
- Мощность двигателя — 183 л. с.

### Двигатель
- Мощность двигателя / частота вращения — 183 л. с. / 3800 об/мин
- Максимальный крутящий момент / частота вращения — 400 Нм / 2200 об/мин
- Число цилиндров — 6
- Рабочий объём — 3,2 л

### Габаритные размеры
- Длина — 7260 мм
- Ширина — 1970 мм
- Высота — 2400 мм
- Колея — 1230 мм
- Дорожный просвет — 350 мм

### Показатели проходимости
- Среднее удельное давление на грунт — 0,127 кгс/см²
- Угол преодолеваемого подъёма — 35 град
- Угол бокового крена — 42 град
- Радиус поворота — 8 м

### Эксплуатационные характеристики
- Максимально допустимая масса прицепа — 2500 кг
- Запас топлива — 200 л
- Максимальная скорость передвижения по шоссе — 55 км/ч
- Максимальная скорость передвижения на плаву — 3 км/ч

## Участие в выставках
ГАЗ-3351 демонстрировался в 2012 году в рамках I Международной выставки транспортных средств повышенной проходимости «Вездеход». Это также была единственная модель гусеничного тягача, спустя год представленная на XVII международной выставке средств обеспечения безопасности государства «Интерполитех-2013».